# Aspria Tennis Cup 2011
L'Aspria Tennis Cup 2011 è stato un torneo professionistico di tennis maschile giocato sulla terra rossa. È stata la 6ª edizione del torneo, che fa parte dell'ATP Challenger Tour nell'ambito dell'ATP Challenger Tour 2011. Si è giocato a Milano in Italia dall'11 al 19 giugno 2011.

## Partecipanti

### Teste di serie
| Nazionalità | Giocatore             | Ranking* | Testa di serie |
| ----------- | --------------------- | -------- | -------------- |
| Spagna      | Pere Riba             | 65       | 1              |
| Spagna      | Rubén Ramírez Hidalgo | 98       | 2              |
| Spagna      | Albert Ramos Viñolas  | 104      | 3              |
| Francia     | Éric Prodon           | 110      | 4              |
| Argentina   | Horacio Zeballos      | 125      | 5              |
| Argentina   | Brian Dabul           | 149      | 6              |
| Francia     | Maxime Teixeira       | 166      | 7              |
| Italia      | Simone Vagnozzi       | 172      | 8              |

- Ranking al 6 giugno 2011.

### Altri partecipanti
Giocatori che hanno ricevuto una wild card:
- Thomas Muster
- Stefano Travaglia
- Matteo Trevisan
- Matteo Volante

Giocatori che sono passati dalle qualificazioni:
- Andrea Arnaboldi
- Benjamin Balleret
- Antonio Comporto
- James McGee

## Campioni

### Singolare
Albert Ramos Viñolas ha battuto in finale  Evgenij Korolëv, 6–4, 3–0, rit.

### Doppio
Adrián Menéndez Maceiras /  Simone Vagnozzi hanno battuto in finale  Andrea Arnaboldi /  Leonardo Tavares, 0–6, 6–3, [10–5]